# Botanophila pentachaeta
Botanophila pentachaeta är en tvåvingeart som beskrevs av Fan 1993. Botanophila pentachaeta ingår i släktet Botanophila och familjen blomsterflugor.
Artens utbredningsområde är Sichuan (Kina). Inga underarter finns listade i Catalogue of Life.